# Малайский южноазиатский козодой
Малайский южноазиатский козодой (лат. Lyncornis temminckii) — вид птиц из семейства настоящих козодоев. Ранее помещали в род Eurostopodus. Широко распространены в субтропических и тропических областях Юго-Восточной Азии.

## Описание
Малайский южноазиатский козодой — птица средних размеров, длиной 25—28 см. Хорошо видны ушные пучки перьев. Половой диморфизм не выражен. Оперение сверху коричневого цвета с пятнами разнообразной формы тёмно-жёлтого, светло-жёлтого цвета и цвета корицы. Верх головы с чёрновато-коричневыми точками и тонким воротничком на затылке цвета буйволиной кожи. У обоих полов на крыльях и хвосте нет белых отметин. Радужная оболочка тёмно-коричневая. Клюв с чёрным кончиком. На шее с каждой стороны по белому пятну. Нижняя часть тела несколько светлее верхней, с неясными коричневыми полосками. Ноги и лапы тёмно-коричневые.

## Питание
В состав рациона входят жуки, бабочки и другие насекомые. Пищу добывают, летая над открытыми пространствами, рисовыми полями, пашней, вырубками, опушками, водной поверхностью и вдоль берегов рек.

## Размножение
О размножении малайского южноазиатского козодоя известно немного. Сезон размножения варьируется в зависимости от региона: январь — июль (Малайский полуостров); март — апрель (остров Белитунг); октябрь — ноябрь (Суматра); февраль (Борнео). В кладке 1—2 яйца.

## Вокализация
Позывки представляют собой свист «tut, wee-ow», издаваемый на лету. Других примеров вокализации нет.

## Распространение
Ареал очень широкий. Распространены в Юго-Восточной Азии: Бруней, Индонезия, Малайзия, Сингапур, Таиланд.